# Karin Wagner (Musikwissenschaftlerin)
Karin Wagner (* 1969 in Klagenfurt) ist eine österreichische Musikwissenschaftlerin, Pianistin und Sachbuchautorin.

## Leben und Wirken
Karin Wagner studierte Klavier am Bruckner Konservatorium Linz und an der Universität für Musik und darstellende Kunst Wien. Sie dissertierte im Fach Musikwissenschaft am Institut für Analyse, Theorie und Geschichte der Musik an der Musikuniversität Wien mit dem Zweitfach Zeitgeschichte an der Universität Wien. Beim Oberösterreichischen Landesmusikschulwerk war Karin Wagner langjährig als Musikpädagogin tätig. Seit 2001 lehrt sie Klavier und klavierdidaktische Fächer an der Universität für Musik und darstellende Kunst Wien. Als Dozentin ist sie im Rahmen der Lehrerfortbildung in Zusammenarbeit mit verschiedensten Institutionen tätig. Weiters konzertiert Wagner als Kammermusikerin im In- und Ausland. Karin Wagner publizierte die erste deutschsprachige Biographie zum Exilkomponisten Eric Zeisl und ist Referentin bei internationalen wissenschaftlichen Konferenzen und Symposia. Im Jahr 2018 veröffentlichte Karin Wagner die erste Biografie des Exilkomponisten Hugo Kauder.
Karin Wagner verfasst auch Artikel zum aktuellen politischen Geschehen in Österreich.

## Publikationen
- Fremd bin ich ausgezogen. Eric Zeisl; Biografie. Czernin Verlag, Wien 2005, ISBN 3-7076-0070-X.
- … es grüßt Dich Erichisrael. Briefe von und an Eric Zeisl, Hilde Spiel, Richard Stöhr, Ernst Toch, Hans Kafka u. a., Karin Wagner (Hrsg.), Czernin Verlag, Wien 2008, ISBN 978-3-7076-0273-9.
- Hugo Kauder (1888–1972) – Komponist, Musikphilosoph, Theoretiker. Eine Biographie. Böhlau Verlag, Wien 2018, ISBN 978-3-205200154
- Euer Ani, Ini, Arnold Daddi. Arnold Schönberg in Familienerinnerungen und Essays. Czernin Verlag, Wien 2024, ISBN 978-3-7076-0834-2.

## Medien
- CD Die letzten Tage der Menschheit. Hrsg.: Karin Wagner, Csongor Szanto, Franz Schuh. Gramola 2016.
- dorftv.at: Videos von Gesprächen oder Moderationen mit Karin Wagner

## Auszeichnungen
- Würdigungspreis des Bundesministeriums für Wissenschaft und Forschung
- 2012 Elfriede-Grünberg-Preis für ihre wissenschaftliche Tätigkeit[4]

Quelle: